# 南征
南征（1942年1月—），朝鲜族，吉林龍井人，国医大师，全国名中医，吉林省名中医，长春中医药大学终身教授，博士生导师，国务院政府特殊津贴专家，国家名老中医药专家传承工作室建设项目专家，国家新药评审委员会委员，国家朝医文献整理和适宜技术推广项目首席专家，中华中医药学会第四届理事会理事、第五届内科分会常委、糖尿病分会常委、内科消渴病专业委员会副主委，世界中医糖尿病专业委员会副会长，中华现代中医学杂志常务编委。
南征教授研制的治疗中风国家级新药“麝香抗栓丸”和“麝香抗栓胶囊”已被编入《中国药典》，治疗糖尿病国家级新药“消渴安胶囊”被纳入国家基本药物目录，是国家中医药管理局重点推广的2000年科技成果之一:217:481-486。他还首创使用长白山药材榛子雄花研发出治疗肝病、肾病的国家级新药“复方榛花舒肝胶囊”。

## 生平
1942年1月，南征出生于今吉林省龙井市的一个铁路工人家庭，父母是抗美援朝烈士。1959年，以优异成绩考入长春中医学院中医系。大学期间，曾任团支部书记、校团委委员、少数民族工作部部长等职务:214-216。
1965年从长春中医学院毕业后，南征被留附院工作，1980年开始任长春中医药大学附属医院主治医师、讲师，1982年成为国医大师任继学门徒:214-216，1985年开始任副教授，副研究员，研究员，教授，长春中医学院中药系系主任、中医研究所所长等职:481。1997年，他被北京中医药大学聘为博士生导师，成为吉林省中医界首位博士生导师，2003年被聘为长春中医药大学博士生导师:217，2009年成为长春中医药大学终身教授。2011年，南征被国家中医药管理局指定为全国名老中医药专家传承工作室建设项目专家:218，2017年被评为全国名中医，2022年成为国医大师 ，并当选中国中医科学院学部委员。

## 荣誉与获奖
- 1992年，国务院政府特殊津贴 [3]:217
- 1993年，“吉林英才奖章”[3]:217
- 1995年，“吉林省名中医”称号[3]:217[7]
- 2017年，“全国名中医”[7][6]
- 2017年，“中国中医药新闻人物”（《中国中医药报》社推选）[13]
- 2022年，“国医大师”[7][11]

## 专著
- 南征主编：《消渴肾病(糖尿病肾病)研究》 吉林科学技术出版社 2001，ISBN 7-5384-2397-4
- 南征等主编：《糖尿病中西医综合治疗》人民卫生出版社 2002，ISBN 7-117-05020-9
- 南征主编：《国医大师任继学》中国医药科技出版社 2011，ISBN 978-7-5067-4849-0
- 高光震、南征主编：《难病中医治验》中国中医药出版社 2012，ISBN 9787513208116
- 南征、南红梅主编：《任继学用药心得十讲》中国医药科技出版社 2014，ISBN 978-7-5067-6492-6
- 南征、南红梅主编：《中医内科学》吉林科学技术出版社 2018，ISBN 978-7-5578-3583-5
- 南征、南红梅主编：《治疗消渴就是打败糖尿病》吉林科学技术出版社 2018，ISBN 978-7-5578-3648-1
- 南征、王秀阁主编：《南征教授毒损肾络说论文集》吉林科学技术出版社 2018，ISBN 978-7-5578-5010-4
- 南征著 南红梅辑录整理：《南征诊治杂病实录》吉林科学技术出版社 2018，ISBN 978-7-5578-4990-0
- 南征、南红梅主编：《肾衰论治》中国医药科技出版社 2021，ISBN 978-7-5214-2686-1
- 南征、冯健、张宁苏主编：《中医药文化与实用技术》中国中医药出版社 2021，ISBN 978-7-5132-6421-1
- 赵进喜 1965- (主编); 南征 1942- (主编)：《现代中医糖尿病学》中国医药科技出版社 2023，ISBN 978-7-5214-3927-4